# Syd Shores
Sydney Shores (1916 – 3 de junio de 1973) fue un historietista estadounidense conocido por su trabajo en Capitán América durante las décadas de 1940 y 1960, comúnmente conocidas como la Edad de oro de las historietas y la Edad de plata de las historietas cómicas.

## Biografía

### Carrera y primeros años
Comenzó a dibujar en su infancia, fascinado por el arte de la tira cómica de Alex Raymond llamada Flash Gordon y por el arte de Hal Foster en "Príncipe Valiente". Se graduó en el Instituto Pratt ubicado en Brooklyn donde conoció a su futura esposa, Selma. Trabajo durante siete años en la embotelladora de whisky de su tío hasta que cerro en 1940, luego comenzó a trabajar como asistente en el estudio del primo de Selma, llamado Harry "A" Chesler, trabajando para los historietistas Mac Raboy y Phil Sturm. "Por meses solo fui el asistente, mirando y aprendiendo y ayudando donde me era posible, estudie a Mac Raboy durante horas - Era lento y meticuloso en todo, a veces solo haciendo un solo panel de las historietas, pero era verdaderamente un trabajo hermoso. Después de cuatro meses intente dibujar por mi mismo una historieta de siete páginas llamada "El Terror", en su momento estaba orgulloso pero mirando al pasado era realmente un terror!"
"El Terror" fue lo suficientemente bueno que fue impreso en "Cómics Místicos #5" (marzo 1941) de Cómics Oportunos, el precursor de Marvel Cómics en la década de 1940. El editor de Timely, Joe Simon, contrató a Shores como el tercer empleado de la compañía

### Época dorada de los cómics
Inicialmente trabajo como un embellecedor en las obras de Jack Kirby, incluyendo las portadas de los cómics de Capitán América #5', 7 y 9" en 1941. Luego de que el equipo de Simon y Kirby(creadores del personaje de ficticio Capitán América) se mudara a National Comics Publications luego de la publicación de "Capitán América Cómics #10" (enero. 1942), Shores y Al Avison se convirtieron en regulares del cómic aplicando el lápiz final, trabajando junto al escritor Stan Lee. En este punto Shores recibió un ascenso, en 1973 recordó: "Cuando Simon y Kirby se fueron en 1941 Stan se encargó de toda la escritura y se le fue otorgada la posición de director editorial, mientras yo era el director de arte, aunque era llamado "director asociado" en los libros que salieron en aquella época." Mientras Avison hacia su servicio militar en la Segunda Guerra Mundial, Shores continuo con el trabajo de aplicar el lápiz final a los cómics de Capitán América, embellecidos por Vince Alascia. "Por el tiempo que trabaje junto al personal de Marvel entre 1940 y 1948. Trabajé muy cercanamente a Vince Alascia, quien hacia prácticamente todo el embellecimiento de mis trabajos." Shores dijo en 1970. "Él estaba acostumbrado a mi estilo y trabajaba muy bien con él."
También embelleció dos historias sobre Visión hechas por Kirby, en "Marvel Mystery Cómics" #21-22 (julio-agosto. 1941); y la cubierta y la página de bienvenida de Aliados Jóvenes #1 (julio 1941). Shores dijo, "Jack Kirby influyó mi sentido del drama. Jack Kirby influye a todo el mundo en el mundo de cómics, aun así: Antes de realmente en el campo era Alex Raymond  y Hal Adoptivo,  eran mis dioses en ese entonces, pero Kirby fue la influencia más inmediata." Shores dibujo historias de Visión y el Patriota en Marvel Mystery Comics, mayor Liberty en U.S.A.Cómics., y las partes de Capitán América en el equipo All-Winners Squad de "All Winners Comics" #19 y 21(otoño e invierno 1946; No hubo un número #20.
Fue alistado al Ejército de EE. UU. en 1944, viendo acción cuando formó parte del Tercer Ejército del General Patton en Francia y Alemania, recibiendo un Corazón Morado por ser herido en Francia el 16 de diciembre de 1944. Después de cuatro meses en un hospital en Warwick, Inglaterra,  fue reasignado a un puesto de ingeniería y formó parte de las fuerzas de ocupación en Alemania. En 1970 recordó "después de que Al Avison se fue, comencé dibujar historias del Capitán América hasta que el Ejército decidió que podría usar mis servicios para ayuda a ganar la Segunda Guerra Mundial. Parecía que ellos necesitaban muchos hombres en el momento parecía que necesitaban mucha infantería. Fui llamado y mi ojo artístico me califico como un tirador experto en el regimiento de infantería. Curiosamente era el mismo regimiento donde Jack Kirby fue asignado. Nunca nos vimos en combate, y solo recientemente nos enteramos que estábamos en el mismo puesto!"
El historietista Gene Colan recordó en 1999,

Comencé a trabajar profesionalmente en el negocio de los cómics en el verano de 1946, y ahí fue cuando conocí a Syd Shores. Era el jefe del departamento de arte de Marvel Cómics, Estaba muy emocionado, esperando que todo resultara bien. No quería que las grietas se mostraran pero era parte del proceso de aprendizaje y Syd me ayudo mucho....Por un tiempo su estilo realista me obsesiono. Sus personajes parecían tan reales. En cualquier situación donde estuvieran era lo mas real que se pudiera conseguir.

### Carrera luego de la Guerra

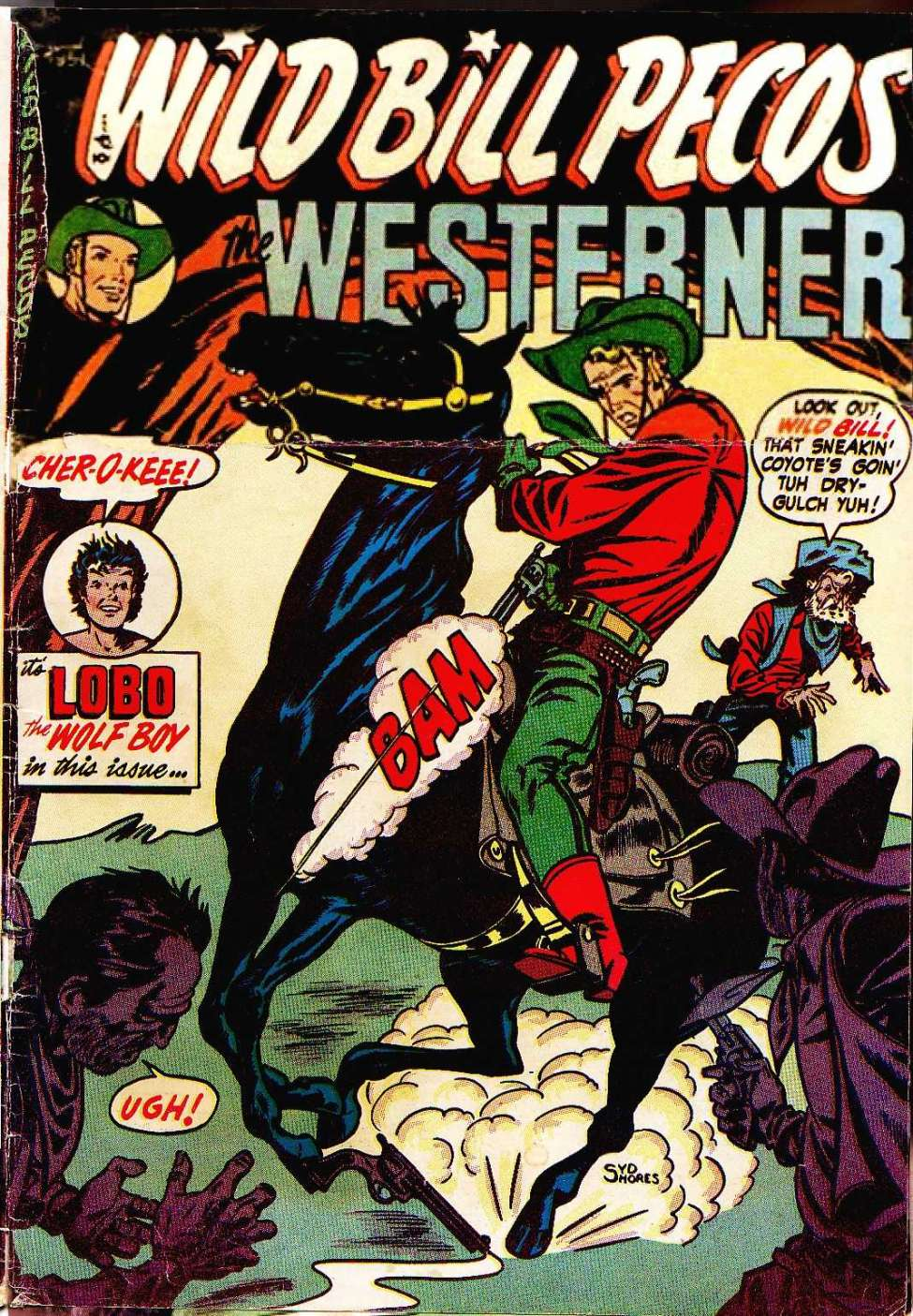
Wild Bill Pecos en la portada del cómic The Westerner #39(8 de septiembre de 1951) Arte por Syd Shores

Luego de su baja militar en enero de 1946, Shores regresó a Timely como director de arte. Gene Colan futuro ganador de los premios Eisne, un pilar de Marvel desde 1946 en adelante, describió a Shores: "un hombre muy tranquilo, caminaba lento, con una taza de café en una mano y un cigarrillo en la otra. Gran fumador, calmadamente saludaba a todos y tomaba asiento. Estuvo en la guerra en Alemania, a veces trataba de que hablara sobre ello pero el nunca quería. Era muy tranquilo y callado pero también era un hombre muy dulce, servicial y modesto".
Estaba entre los artistas que trabajaban en los héroes y títulos más famosos de la compañía: La Antorcha Humana y Sub-Mariner, Los títulos occidentales "The Black Rider" y "Kid Colt, Outlaw", "Jann de la jungla" y "Acción Jungla", los cómics de guerra "Battle Action" y "Battle Brady", y muchos otros incluyendo "Fantasma Rubio". Luego de que virtualmente todas las posiciones administrativas de Timely fueran eliminadas en 1948, Shores se dedicó a trabajar independientemente, dibujo para Atlas Cómics, Avon y Orbit Publications, junto a Mort Lawrance que sucedió a Bill Everett en "The Sub-Mariner". En 1952 junto a Norman Steinber, otro artista de Atlas fundó un estudio de arte para cómics ubicado en Hempstead, Long Island y posteriormente en Freeport. Pero con la muerte de Steinberg en la mitad de 1950, y la decisión de Lawrence de dejar el negocio de los cómics, Shores volvió a trabajar independientemente dedicándose a hacer ilustraciones para revistas. En 1970 dijo "En 1957, había una recesión en la industria de los cómics y fui forzado a buscar trabajo en otra parte. Entré al campo de la ilustración para revistas. Hice ilustraciones para revistas de hombre hasta 1967, cuando la industria de los cómics mejoró volví rápidamente a mi primer amor, cómics!". Sus ilustraciones en las revistas para hombres incluye la portada de "Escape to Adventure" (septiembre 1964) del publicador Martin Goodman, "All Man"(mayo 1964) y "Man´s Prime" (agosto 1966).

### Edad de plata de los cómics
En la década de 1960, encontró una nueva audiencia en Marvel Cómics, donde volvió a entintar a Capitán América cuando el personaje recibió un título completo. Shores entinto la primera publicación, "Capitán América #100" (abril 1968). También entinto el trabajo de Gene Colan en Daredevil entre otros, entinto el trabajo de Dick Ayers y Don Heck en los cómics de La Segunda Guerra Mundial titulada "Captain Savage and His Leathermeck Raiders", entre otros.
En Marvel Cómics, Shores dibujo y entinto cinco historias antológicas de terror desde 1969 hasta 1971; "Camara de Oscuridad", "Torre de las Sombras", "Criaturas Sueltas" y "Monstruos Merodeando", también la adaptación de Gerry Conway de la historia de Harlan Ellison llamada "Delusions for a Dragoston Slayer" en "Chamber of Chills #1" (noviembre de 1972). Adicionalmente Shores dibujo y ocasionalmente entinto varias historias de Western Cómics, incluyendo el debut de "Tales of Fort Rango" en "Western Gunfighters #1" (agosto de 1970); "The Gunhawks #1-2 y 4-5" (octubre - diciembre de 1972, abril - junio de 1973); y el héroe nativo americano "Red Wolf #1-8" (mayo de 1972 - julio de 1973). Shores también dibujo a "Western The Bravados #1" (agosto de 1971) de Publicaciones Skywald.
Asimismo dibujo unos cuantos cómics de horror en blanco y negro, tales como "Blood Thirst!", en Publicaciones Major; "Web of Horror #1" (diciembre de 1969) y "Strangers! #3" (abril de 1970); y para Publicidades Warren "Army of the Walking Dead" en "Creepy #35" (septiembre de 1970) y "King Keller #37" (enero de 1971).

### Vida posterior y muerte
Algunos de los últimos trabajos por Shores fue entintar a Tom Sutton y Jim Mooney en "Ghost Rider #1-2" (septiembre-octubre de 1973). Adicionalmente dibujo parte de una historia de ocho páginas "Voodoo War", para los cómics de horror en blanco y negro de Marvel "Tales of the Zombie #5" (mayo 1974) antes de morir de un ataque del corazón a la edad de 59. Fue sobrevivido por su esposa y sus dos hijas.

## Legado
La encuesta "Los 20 mejores embellecedores de cómics estadounidenses" coloco a Shores en el puesto #11, declararon que Shores "evidenciaba un estilo de entintado único y singular, solamente igualado por el gran Bill Everett. Los dos tenían líneas atrevidas pero toscas e ilustrativas, y una pincelada foto realista que le daba a las páginas una hermosa vista orgánica...."